# Commandement de la Légion étrangère
Le général commandant la Légion étrangère, surnommé le Père Légion, est directement subordonné au chef d'état-major de l'Armée de terre (CEMAT) français. Il est le conseiller technique pour l'ensemble des questions spécifiques à la Légion (recrutement, traditions, emploi, formation, sécurité).
Il ne commande, pour emploi, que le 1er régiment étranger, le 4e régiment étranger et le groupement du recrutement de la Légion étrangère, les autres formations étant subordonnées à leurs brigades et divisions d'appartenance ou à leurs commandements territoriaux. En revanche, ses prérogatives s'étendent aux domaines suivants :
- gestion des effectifs et administration du personnel ;
- formation et instruction ;
- protection et sécurité du personnel servant à titre étranger ;
- rayonnement, traditions et patrimoine ;
- moral et action sociale ;

Le commandement de la Légion étrangère est stationné au quartier Vienot à Aubagne, dans l'enceinte du 1er régiment étranger.

## Création et différentes dénominations
- 2 mars 1931, création de l'ILE (inspection de la Légion étrangère)
- 1934 ou 35, dissolution de l'ILE
- 1948, nouvelle création de l'ILE
- 1er septembre 1950, nouvelle dissolution de l'ILE et création du GALE (groupement autonome de la Légion étrangère)
- 1er juillet 1955, création du COLE (commandement de la Légion étrangère)
- 16 septembre 1957, le COLE devient l'ITLE (inspection technique de la Légion étrangère)
- 1er juillet 1964, dissolution de l'ITLE
- 1er septembre 1972, création du GLE (groupement de Légion étrangère)
- 1er juillet 1984, le GLE devient COMLE (commandement de la Légion étrangère).

## Historique des garnisons, campagnes et batailles
Le 1er avril 1931, alors que la Légion atteint l'effectif de 30 000 hommes, le général Rollet, reçoit le poste  d'inspecteur de la Légion étrangère nouvellement créé à Tlemcen en Algérie. C'est à ce moment qu'est créé le dépôt commun des régiments étrangers (DCRE). Cette inspection est dissoute en 1935 avec le départ du Père Légion à la retraite.
En 1948, l'Inspection renaît pour deux ans sous le commandement du général Monclar. De nouveau dissoute en 1950, elle laisse la place au groupement autonome de la Légion étrangère (GALE) commandé successivement par les généraux Olié et Paul Gardy qui ont les attributions d'un général inspecteur. Le GALE comprend alors un état-major à Sidi Bel Abbès, le dépôt commun de la Légion, le 1er REI qui regroupe toutes les unités d'instruction, le service d'information et le service du moral et des œuvres de la Légion étrangère (SMOLE).
En 1954, à la fin de la guerre d'Indochine, la Légion étrangère est réorganisée. Le 1er régiment étranger prend alors à son compte toutes les attributions des unités communes aux régiments de Légion. Le COLE (commandement de la Légion étrangère) est créé le 1er juillet 1955 à Vincennes ; son commandement est assuré par le colonel Lennuyeux (en). Deux ans plus tard, le 16 septembre 1957, le commandement prend l'appellation d'inspection technique de la Légion étrangère (ITLE). Cette inspection sera dissoute en 1964 et ses attributions seront dévolues au chef de corps du 1er Étranger.
Après l'indépendance de l'Algérie en 1962, le colonel Albéric Vaillant, commandant le 1er RE de 1961 à 1963, préside au redéploiement du régiment et de la maison mère de la Légion de Sidi Bel Abbès à Aubagne au quartier Viénot.
En 1972, sous l'impulsion du colonel Letestu est créé un groupement de Légion étrangère (GLE), dont le commandement lui est confié. Il a alors autorité sur les 1er et 2e régiments étrangers et conserve les prérogatives de général inspecteur. Par ailleurs, le chef du GLE commande aussi la 31e brigade. Cette unité expérimentale, à forte dominante Légion est l'une des premières brigades interarmes. Elle sera engagée au Liban en 1983 puis dissoute pour devenir la division légère blindée.
Le 1er juillet 1984, le GLE reprend la dénomination de commandement de la Légion étrangère (COMLE).

## Traditions

### Devises
La Légion compte deux devises : "Legio patria nostra" (« La Légion est notre Patrie »), et "Honneur et fidélité".
L'origine de la devise "Legio patria nostra" est aujourd'hui mal connue. On ne sait pas exactement quand, ni comment elle est née et a été adoptée. Il est possible qu’elle soit à rapprocher du concept de la Légion “lieu de refuge” et “lieu d’asile” qui s’est répandu après 1871, lorsque la Légion accueillit un grand nombre d’Alsaciens et de Lorrains, devenus apatrides du fait de l’annexion de leur province par l’Allemagne. À ce sujet, René Doumic, secrétaire perpétuel de l’Académie française, cité en 1926 par le Général Rollet dans sa préface du livre de Jean Martin “Je suis un légionnaire”, disait : “N’oublions pas que de 1870 à 1914 la Légion a été le refuge de ceux qui gardaient au cœur l’amour de la Patrie perdue. Maintenant, grâce au ciel, les Alsaciens et les Lorrains n’ont plus besoin de venir à la Légion pour servir la France, mais quels fiers légionnaires ils ont été”. Il est donc fort probable que la question de l’Alsace Lorraine fût l’origine de cette devise, de même que l’arrivée en masse des engagés volontaires pour la durée de la guerre en 1914. En effet, le 29 juillet 1914, des étrangers intellectuels lancèrent un appel solennel de soutien à leur patrie d’adoption : ”Des étrangers amis de la France qui ont pendant leur séjour en France appris à l’aimer et à la chérir comme une seconde  patrie, sentent le besoin impérieux de lui offrir leurs bras. Intellectuels, étudiants, ouvriers, hommes valides de toute sorte, nés ailleurs, domiciliés ici, nous qui avons trouvé en France la nourriture matérielle, groupons nous en un faisceau solide de volontés mises au service de la France.” Blaise Cendrars fut un de ces intellectuels et alla jusqu’au bout de ses idées en s’engageant à la Légion étrangère. Cet appel lancé eut un grand succès : on rapporte que cinq jours après cet appel, dans la seule journée du 3 août, 8 000 étrangers se présentèrent dans les centres de recrutement.
On prête aussi parfois l’origine de la devise Legio Patria Nostra au sous-lieutenant Mader, qui pour tous reste l’adjudant-chef Mader, photographié au côté du lieutenant-colonel Rollet portant le drapeau du RMLE. D’origine allemande, ayant eu des déboires dans son armée, engagé à la Légion étrangère en 1908, combattant au Maroc, commandeur de la Légion d’honneur, médaillé militaire, cité neuf fois au cours de la 1re Guerre mondiale dont trois fois à l’ordre de l’armée, il perdit au combat son bras gauche en juillet 1918, et fut réformé. Retiré à Strasbourg comme gardien du Palais du Rhin, il traversera la triste période de la réoccupation de l’Alsace-Lorraine en se faisant passer pour sourd-muet. C’est le symbole même du légionnaire dont la fi délité à la patrie d’accueil l’emporte sur l’attachement à sa patrie d’origine. L’appartenance à la Patrie “Legio”, à cette nouvelle famille, n’oblige en aucun cas à la répudiation de la patrie d’origine, que la Légion étrangère respecte : le légionnaire est parfaitement libre de conserver sa nationalité, et la Légion demande son accord à tout légionnaire qui pourrait être envoyé combattre contre son pays d’origine.
L'autre devise de la Légion étrangère, « Honneur et fidélité », fut adoptée en 1920. Auparavant, de 1831 à 1921, la devise de la Légion Étrangère était « valeur et discipline », ainsi qu'elle était inscrite sur son premier drapeau offert en 1832 par le roi Louis Philippe Ier.
En 1920, les mots Honneur et Fidélité furent inscrits sur les emblèmes de la Légion. Cette devise du régiment suisse de Diesbach sous l’Ancien régime fut choisie pour marquer, d’une part la pérennité des soldats étrangers au service de la France, et d’autre part la nécessité de leur donner une nouvelle patrie. En effet, il ne va pas de soi de confier les armes du pays à des étrangers, et il n’est pas non plus évident pour des étrangers de risquer leur vie pour un pays qui n’est pas le leur. C’est donc pour cela que le lieutenant-colonel Rollet, après la 1re Guerre mondiale, avait tout fait pour "adopter pour les trois drapeaux la devise Honneur et Fidélité, formule qui figure depuis toujours sur l’acte d’engagement". Il fut entendu par le ministre, et un décret de 1920 précisa que "les drapeaux et étendards des régiments de Légion étrangère, déjà existants ou créés dans l’avenir, porteront la devise Honneur et Fidélité".

#### Devise des régiments
2e REP : "More majorum" [À la manière des Anciens]
3e REI : "Legio patria nostra" [La Légion est notre Patrie]
13e DBLE : "More majorum"
2e REI : "Être prêt"
DLEM : "Pericula ludus" [Au danger mon plaisir]
1er REC : "Nec pluribus impar" [Au-dessus de tous]
1er REG : "Fier de ton passé, confiant dans l'avenir"
2e REG : "Rien n'empêche"

### Insigne

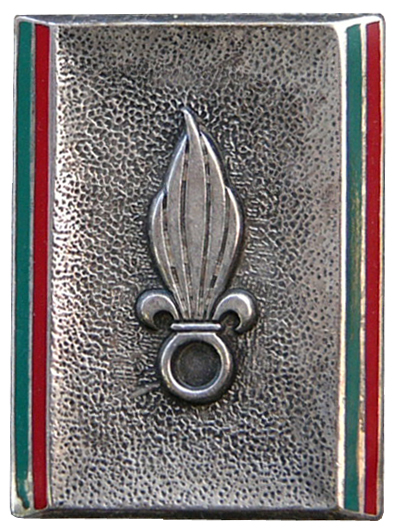
COMLE insigne
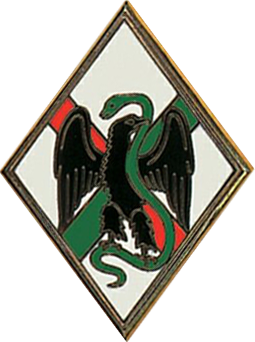
GALE
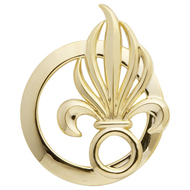
Insigne de béret.

## Titulaires du poste
| Inspection de la Légion étrangère (IILE) - 1931 - 1935 : général Rollet - 1948 - 1950 : général Magrin-Vernerey dit Monclar Groupement autonome de la Légion étrangère (GALE) - 1950 : colonel Olié - 1951 : colonel Paul Gardy Commandement de la Légion étrangère (COLE) - 1955 : colonel puis général Lennuyeux Inspection technique de la Légion étrangère (ITLE) - 1957 : général Lennuyeux - 1958 : général Paul Gardy (1901-1975) - 1960 : général René Morel - 1962 : général Jacques Lefort | Groupement de la Légion étrangère (GLE) - 1972 : colonel puis général Marcel Letestu - 1973 : colonel puis général Gustave Fourreau - 1976 : colonel puis général Bernard Goupil - 1980 : général Paul Lardry - 1982 : général Jean-Claude Coullon | Commandement de la Légion étrangère (COMLE) - 1984 : général Jean-Claude Coullon - 1985 : général Jean Louis Roué - 1988 : général Raymond Le Corre - 1992 : général Bernard Colcomb - 1994 : général Christian Piquemal - 1999 : général Bernard Grail - 2002 : général Jean-Louis Franceschi - 2004 : général Bruno Dary - 2006 : général Louis Pichot de Champfleury - 2009 : général Alain Bouquin - 2011 : général Christophe de Saint Chamas - 2014 : général Jean Maurin - 2018 : général Denis Mistral - 2020 : général Alain Lardet - 2023 : général Cyrille Youchtchenko |

## L'unité aujourd'hui

### Organisation
Dans sa mission, le général commandant la Légion est assisté d'un état-major restreint dont les services s'appuient sur le personnel du 1er RE et du GRLE. Cet état-major est constitué (en 2012) de la manière suivante :
- la division des ressources humaines (DRHLE) assure la gestion, l'administration de l'ensemble du personnel servant à titre étranger, ainsi que l'administration de tous les étrangers rayés des contrôles ;
- Le groupement de recrutement de la Légion étrangère (GRLE) est responsable des postes d'information et postes de recrutement de la Légion étrangère ainsi que du centre de sélection et d'incorporation ;
- la division des systèmes d'information et de communication (DSICLE) développe les applications propres, administre les réseaux et conseille en matière de formation SIC pour la Légion étrangère. Elle s'appuie pour sa mission sur le Service de traitement de l'information de la Légion Étrangère (STILE) ;
- la division statistiques et protection du personnel de la Légion étrangère (DSPLE) a compétence, en matière de protection et de sécurité sur l'ensemble du personnel servant à titre étranger. Elle participe à la sélection des candidats à l'engagement ;
- la division communication et information (DCILE) est chargée de la communication institutionnelle. Elle gère les relations publiques, les médias, les productions de Képi blanc, le mensuel de la Légion, l'administration des sites internet, ainsi que la cellule audiovisuelle ;
- la division histoire et patrimoine (DHPLE) assure la conservation et la gestion du patrimoine de la Légion étrangère, et notamment la gestion du musée de la Légion étrangère ;
- le bureau d'action sociale et d'entraide de la Légion étrangère / foyer d'entraide de la Légion étrangère (BASELE / FELE).

## Sources et bibliographie
- Le Livre d’or de la Légion étrangère (1831-1955), Jean Brunon et Georges Manue, éditions Charles Lavauzelle et Cie, 1958.